# 黑叶木蓝
黑叶木蓝（学名：Indigofera nigrescens）为豆科木蓝属下的一个种。

## 扩展阅读
- 維基物種上的相關：黑叶木蓝